# Torneio Internacional da Colômbia de 1960
O Torneio Intercontinental da Côlombia de 1959-1960 foi uma competição de futebol disputada na cidade de Bogotá, na Colômbia no início do ano em Janeiro de 1960 antes da primeira Copa Intercontinental(FIFA) realizada no fim do ano em 1960. Foi disputada entre as equipes colombianas do Independiente Santa Fé e do Millionarios, a equipe austríaca do Áustria Viena, e a equipe brasileira do Botafogo,colocando os esquadrões frente a frente em um embate épico entre Campeões Sul Americanos x Campeão Europeus.
HISTÓRIA
Na época das expedições no futebol entre (51-70) era muito comum Torneios Intercontinentais desse porte pois os clubes visavam acima de tudo a exposição da marca.
O Botafogo se sagrou o campeão do Torneio Intercontinental da Colômbia de (1959-1960) "invicto".
Algumas pessoas veem o Botafogo como o legítimo Campeão Mundial de 1959 pois nesse período não teve nenhum torneio Intercontinental com um alto nível Competitivo como aconteceu na Colômbia e também porque o Torneio Intercontinental da Colômbia daquele ano deveria ter ocorrido em 1959 mas devido a problemas foi realizado no início do ano de 1960 o que sempre aconteceu na época por problemas no calendário.
Ainda assim, o Intercontinental da Colômbia ocorreu antes da Libertadores, da Champions Leaque ou do Intercontinental(FIFA).
Esse foi o primeiro Título Intercontinental (Sul Americanos x Europeus) ganho pelo Botafogo na sua história mas devido a forca política o próprio não é divulgado nem lembrado.
Participantes:
1° Áustria Viena (Campeão Austríaco): 1959-1960 e 1960-1961.
2° Independiente Santa Fe: (Campeão Colômbiano) 1958-1959 e 1959-1960.
3° Millonarios Fútbol Club: (Campeão Colômbiano) 1957-1958 "Vaga do País Sede".
4° Botafogo: (Campeonato Estadual de 1957) "Vaga extra".
O maior destaque da competição era o Áustria Viena, que era o atual bi Campeão Austríaco.
O Clube austríaco também venceu 2 vezes a Central European Cup, antecessora da "UEFA Champions League" na década de 30.

## Jogos do campeão
- 10 de janeiro de 1960

Botafogo 1-0 Milionários
Quarentinha 
- 17 de janeiro de 1960

Botafogo 4-2 Independiente Santa Fé
Quarentinha  , Paulinho Valentim  e Amarildo 
- 24 de janeiro de 1960

Botafogo 2-0 Áustria Viena
Paulinho Valentim  e Zagallo 

## Classificação final
| #  | Time                   | Pontos | Jogos | Vitórias | Empates | Derrotas | Gols Pró | Gols Contra | Saldo |
| 1º | Botafogo               | 6      | 3     | 3        | 0       | 0        | 7        | 2           | +5    |
| 2º | Independiente Santa Fé | 2      | 3     | 1        | 0       | 2        | 8        | 9           | -1    |
| 3º | Áustria Viena          | 2      | 3     | 1        | 0       | 2        | 6        | 8           | -2    |
| 4º | Milionários            | 2      | 3     | 1        | 0       | 2        | 2        | 4           | -2    |

## Jogadores do Botafogo que jogaram no torneio
- Goleiros: Ernâni e Adalberto
- Zagueiros: Cacá, Zé Maria, Nílton Santos, Paulistinha, Chicão e Ademar
- Meias: Pampolini, Ayrton e Édison
- Atacantes: Garrincha, Paulinho Valentim, Amoroso, Quarentinha, Bruno, Zagallo e Amarildo
- Técnico: Paulo Amaral